# Памятник С. П. Королёву (Киев)
Памятник С. П. Королёву (укр. Пам'ятник С. П. Корольову) — киевский памятник советскому учёному, конструктору и организатору производства ракетно-космической техники и ракетного оружия СССР, основоположнику практической космонавтики академику Сергею Павловичу Королёву.

## История
Памятник был торжественно открыт 18 января 2006 года в Киеве по случаю 100-летия со дня его рождения. В 1924—1926 гг. С. П. Королёв был студентом Киевского политехнического института.
Памятник сооружен по проекту заслуженного художника, скульптора Николая Олейника. Высота памятника с бронзовым бюстом — 2,5 метра. Установлен на Музейной площади Национального технического университета КПИ.
Бюст ракетостроителя установлен на двухметровом постаменте из коричневого мрамора в одном ряду с памятниками другим знаменитым ученым. На каменном постаменте надпись: «Основоположнику практической космонавтики, конструктору первых искусственных спутников Земли и космических кораблей, студенту КПИ 1924—1926 гг. от киевских политехников. Сергей Павлович Королёв». И прямая речь учёного: «Космонавтика имеет бескрайнее будущее, и её перспективы непостижимы как сама Вселенная».

## Памятник к 105-летию
По случаю 105-летия в 2012 году был открыт еще один памятник С.П.Королеву на территории «ПО «Киевприбор». Рядом с бюстом С.П. Королева установлен космический аппарат «Зенит-4 МК», который был оборудован аппаратурой производства «Киевприбор».